# Melanophryniscus cupreuscapularis
Melanophryniscus cupreuscapularis é uma espécie de anfíbio anuro da família Bufonidae. É considerada quase ameaçada pela Lista Vermelha do UICN. É endémica da Argentina.